# (2Z)-2-Cyan-2-(hydroxyimino)acetamid
(2Z)-2-Cyan-2-(hydroxyimino)acetamid (Trivialname Cyanooximacetamid) ist eine chemische Verbindung und beinhaltet drei verschiedene funktionelle Gruppen: Ein Nitril, ein Oxim und ein Carbonsäureamid. Wenngleich es sich synthetisch von einem Derivat der Essigsäure ableitet, ist eine formale Verwandtschaft mit der Mesoxalsäure festzustellen.

## Darstellung
(2Z)-2-Cyan-2-(hydroxyimino)acetamid lässt sich aus Cyanacetamid mittels des Nitrosylkations synthetisieren. Dazu wird eine wässrige Lösung von Cyanacetamid und Natriumnitrit bei 30–38 °C gerührt und langsam Essigsäure zugetropft. Das Produkt kann durch Kühlung der Reaktionslösung ausgefällt und abfiltriert werden.